# Пресненський район
Пре́сненський район (рос. Пресненский район) — район у Москві, розташований у Центральному адміністративному окрузі. Району відповідає внутрішньоміське муніципальне утворення «Пресненське».
На території району є значна кількість заводів і фабрик (поступово здійснюється їх виведення з території), Будинок Уряду РФ, великі ділові комплекси (Москва-Сіті, Центр міжнародної торгівлі). Також на території району знаходиться Московський зоопарк.
Раніше Пресненський район був одним з найбільш індустріально розвинених районів Москви. З огляду на будівництва бізнес-центру «Москва-Сіті» і програми виведення підприємств з центру міста, округ втрачає свій промисловий потенціал.
Створений у 1991 році з Краснопресненського району.